# Hans-Joachim Ursinus
Hans-Joachim „Achim“ Ursinus (* 21. Januar 1945 in Meißen) ist ein ehemaliger deutscher Handballspieler und -trainer.
Von 1963 bis 1974 war Ursinus Spieler der DHfK Leipzig mit deren erster Mannschaft er 1966 den Europapokal der Landesmeister gewann. Zum Ende der Saison 1973/74 beendete er seine Spielerkarriere und wechselte als Nachfolger von Werner Aßmann auf den Posten des Cheftrainers der Erstliga-Handballer der BSG Motor Eisenach, aus deren Handballabteilung am 11. Juni 1990 der ThSV Eisenach hervorging. Unter Ursinus gelang der BSG mehrfach der Einzug in die Endrunde um den FDGB-Pokal und dem ThSV nach der Wiedervereinigung Deutschlands die Qualifikation für die zweigleisige Handball-Bundesliga.
Nach 18 Jahren verließ Ursinus Eisenach und wurde Trainer des VfL Günzburg (Saison 1992/93) und danach von MT Melsungen (Saison 1993/94). Zwischen 1994 und 2002 agierte er mehrfach als Cheftrainer Handball der SG Werratal 92, die er bis in die 2. Bundesliga führte. Im Juli 2002 wurde er Cheftrainer beim Nord-Zweitbundesligisten HSG Niestetal/Staufenberg und blieb dort bis Frühjahr 2006 im Amt. Im November 2006 wurde Ursinus zurück zum ThSV Eisenach geholt, als dem Club der Abstieg in die drittklassige Handball-Regionalliga drohte. Ihm gelang der Verbleib des ThSV in der 2. Bundesliga, sein zweites Engagement in Eisenach endete im November 2008. Bis Frühjahr 2009 übernahm er kurzzeitig das Traineramt beim Regionalligisten HSV Bad Blankenburg, 2013 war er bei der HSG Eitra/Oberhaun in der hessischen Landesliga als Trainer tätig. Von Sommer 2016 bis Anfang 2017 war Ursinus sportlicher Leiter beim Sonneberger HV.
Ursinus ist Diplom-Sportlehrer und Inhaber der Trainer-A-Lizenz. Parallel zur Trainertätigkeit widmete sich Ursinus der Fitness-Branche und baute einen Fitness- und Gesundheits-Club in Eisenach auf. Nach Ende seiner Trainerlaufbahn wurde er Geschäftsführer eines Spielervermittlungsunternehmens.
Ursinus ist Ehrenmitglied des ThSV Eisenach und wurde in der Werner-Aßmann-Halle in die „Hall of Fame“ aufgenommen.